# Украинска народна република
Украинската народна република (на украински: Українська Народна Республіка) е историческа държава, съществувала на част от територията на днешна Украйна между 1917 и 1921 г. Тя се отделя от Руската империя след Руската революция и е поделена между Полша и Съветска Украйна няколко години по-късно.

## Централната рада
На 17 март 1917, малко след Февруарската революция в Русия, в Украйна е създадена Централна рада по модела на руските Съвети. Доминираща сила в нея е Украинската социалдемократическа работническа партия, един от водачите на която е Симон Петлюра. Радата установява контрол над страната и действа като неин парламент. В започналите по-късно през същата година сблъсъци в Киев между Руското временно правителство и болшевиките, Централната рада застава на страната на болшевиките. След като отблъсква правителствените сили, на 22 ноември тя обявява създаването на автономна Украинска република в рамките на Русия.
Малко по-късно болшевиките се обръщат срещу Централната рада и обявяват в Харков Съветска украинска република, след което в страната навлиза Червената армия. На 22 януари 1918 Централната рада прекъсва връзките с Болшевишка Русия, обявявайки създаването на независима Украинска народна република.
Притисната от болшевиките и загубила големи територии, Централната рада е принудена да търси външна помощ. С договора от Брест-Литовск от 9 февруари 1918 тя сключва съюз с Германия и германските войски отблъскват болшевиките извън страната. Въпреки това Радата е загубила популярност, а германците са недоволни от неефективната администрация, която не успява да изпълни украинските ангажименти за доставка на храни за Германия.

## Хетманат
Ситуацията в страната се променя през 1918, като започва реакция към реформите на Централната рада. Според интерпретацията на Орест Субтелни, „Към пролетта на 1918-а, на значителни сектори от населението на Украйна, революцията и хаоса омръзват. Както може да се очаква, тези настроения са били най-разпространени сред класите с имоти, заможните селяни, дребните предприемачи и бизнесмени, собствениците на фабрики и едрите земевладелци и горните нива на бюрокацията, които съставяли 20% от населението на страната“ Според Дмитро Дорошенко, украински историк и министър на външните дела в правителството на Скоропадски: „Богатите и умерено заможните селяни, не искаха да чуват за социализацията на земите си и продължаха да пращат делегации до Централната Рада, настоявайки за възстановяване на частната собственост върху земята. Но Социалистическата революционна партия, която имаше мнозинство в Централна Рада и в правителството, не искаше да чуе за отстъпване от вече взетите решения. Така умерената Украинска партия на социалфедералистите бе принудена да отзове трима от своите членове в кабинета.“
На 29 април генерал Павло Скоропадски извършва държавен преврат с подкрепата на германските войски в страната. Той преименува републиката на Украинска държава и обявява себе си за неин хетман. Управлението му е авторитарно и се ползва с подкрепата преди всичко на поземлената аристокрация. То успява да организира администрацията, да установи дипломатически отношения с редица държави, сред които и България, и да сключи мирен договор със Съветска Русия.
Централните сили поддържат Скоропадски, надявайки се с негова помощ да решат проблемите със снабдяването на своите сили. „Интервентите“ започват реквизиции на жито и други стоки от селското население, а местните помещици организират наказателни отряди, с които се опитват да си върнат отнетото имущество със сила и да накажат виновните. През май 1918 г. това води до селска война, обхванала цялата територия на Украйна. За шест месеца в Украйна по данни на германския генерален щаб, са убити 22 хил. военнослужещи и допълнително около 30 хил. охранители. Според Виктор Савченко: „Въстанията на селяните на практика прекъснали събирането и износа на храни от Украйна. До ноември 1918 г. от Украйна в Германия и Австро-Унгария са изнесени само 113 хиляди тона брашно (около 9300 вагона хляб), около 30 хиляди вагона с храни и суровини... 19,5 хиляди вагона са изпратени в Австро-Унгария, 16,5 хил. вагона – в Германия, 271 вагона – в Турция и 130 вагона – в България. Интервентите, които разчитали на повече, не успели да преодолеят продоволствената криза в Германия и Австрия за сметка на Украйна.“
Скоропадски полага големи усилия и за образователната система, възстановявайки и създавайки голям брой училища и отпечатвайки милиони учебници на украински език. Той връща на собствениците конфискуваните от Централната рада земи, но това предизвиква недоволството на селяните, довело до няколко въстания и партизанско движение.
Скоропадски предявява териториални претенции към други земи, населени с украинско население: Кубан, Крим и Бесарабия. Въпросът с украинското население на Галиция е по-деликатен, защото територията е под контрола на Австро-Унгария до 1 ноември 1918 г.
През пролетта украински войски прогонват руските сили по пътя си към Крим, стигат до Симферопол и са „посрещнати с радост от населението“, но под германски натиск украинските сили са принудени да напуснат полуострова. Немците не позволяват на кримските татари да формират правителство, но оставят малкото останали руски власти да формират Временно кримско правителство. След като преговорите, започнати от украинското правителство, не дават положителен резултат, започва икономическа блокада на полуострова, която след две седмици довежда до капитулация на руското правителство на Крим. Следва съединение на Крим с Украйна, но със свой автономен Сейм, териториална армия и държавен секретар за Крим в украинския Министерски съвет.
Правителството на Кубанската народна република праща делегация в Киев и двете страни изразяват желанието си за уния, като подписват редица договори, но окупацията на Катеринодар от царските сили под командването на генералите Алексеев и Деникин, както и забраната на немците да се изпрати украинска експедиция в областта, водят до трайното ѝ обвързване с Бялото движение.
Бесарабия, където в този момент украинците са около 30% от населението, вече е под румънска окупация, призната от Централните сили. В този момент Румъния е победена от силите на Германия, Австрия и България и ѝ е наложен тежък мирен договор. Възползвайки се от ситуацията и отново ограничено от съюзниците си да ползва военна сила, правителството на Скоропадски отново използва блокадата, за да получи концесии от Румъния за Бесарабия. Двете страни започват дипломатически отношения, като решаването на бесарабския въпрос се оставя за след приключването на световната война.
При явната перспектива Германия да загуби Първата световна война и натиска от набиращата сили и подкрепа от Запад Бяла гвардия, Скоропадски прави опит да спечели подкрепата на Тройното съглашение, като съставя кабинет от русофили и руски монархисти. Той издава манифест на 14 ноември за бъдеща федерация с Русия, след нейното освобождаване от болшевиките. Това предизвиква силно недоволство сред националистическите и социалистическите кръгове, които на същия ден обявяват възстановяването на Украинската народна република, начело с директорат. Германските сили, деморализирани от революцията в Германия, не оказват силен отпор на въстаниците, а военната помощ от Антантата закъснява и не оказва подкрепа на Хетманата.
След около месец отбрана на Киев, Скоропадски абдикира и тайно бяга в Германия.

## Директорат
Директоратът, ръководен от социалдемократите и Симон Петлюра, бързо печели популярност и привлича на своя страна и част от армията. Бунтовнически части обкръжават Киев и Скоропадски е принуден да напусне столицата, заедно с оттеглящите се германски войски. През цялата 1919 страната е в хаос, като за установяване на контрол се борят армиите на Украинската народна република, болшевиките, руският монархист Антон Деникин, Тройното съглашение, Полша и анархистки групи, като тази на Нестор Махно.
В резултат на договора от Рига от март 1921, сложил край на Полско-съветската война, Галиция и голяма част от Волиния са присъединени към Полша, а на останалата част от страната е създадена Украинската съветска социалистическа република (УССР), включена в състава на Съветския съюз.